# Kasganj
Kasganj (hindi कासगंज) – miasto w północnych Indiach w stanie Uttar Pradesh, na Nizinie Hindustańskiej.
Populacja miasta w 2001 roku wynosiła 92485 mieszkańców.